# Calgary Flames
Calgary Flames – klub hokejowy z siedzibą w Calgary (Kanada), występujący w lidze NHL.

## Historia
Drużyna została założona w 1972 roku. Od 1972–1980 zespół występował jako Atlanta Flames, a od 1980 roku do dzisiaj swą siedzibę ma w Calgary w Kanadzie. W inauguracyjnym meczu w hali Stampede Corral w Calgary, 9 października 1980 roku, Flames zremisowali 5-5 z drużyną Quebec Nordiques. Drużyna rozegrała łącznie 146 meczów ligowych, playoff i pokazowych w hali Corral, przegrywając jedynie 28 meczów rundy zasadniczej i 4 mecze playoff w ciągu 3 sezonów. Od października 2010 roku Calgary Flames rozgrywa swe mecze w hali Scotiabank Saddledome.
Zespół posiada afiliacje w postaci klubów farmerskich w niższych ligach. Tę funkcję pełnią Stockton Heat, w lidze AHL i Kansas City Mavericks w rozgrywkach ECHL.

## Osiągnięcia
- Puchar Stanleya: 1989
- Clarence S. Campbell Bowl: 1986, 1989, 2004
- Mistrzostwo konferencji: 1986, 1989, 2004, 2019
- Mistrzostwo dywizji: 1988, 1989, 1990, 1994, 1995, 2006, 2019
- Presidents’ Trophy: 1988, 1989

## Sezon po sezonie
| Ostatnie sezony | Ostatnie sezony | Ostatnie sezony | Ostatnie sezony | Ostatnie sezony | Ostatnie sezony | Ostatnie sezony | Ostatnie sezony | Ostatnie sezony | Ostatnie sezony | Ostatnie sezony | Ostatnie sezony | Ostatnie sezony | Ostatnie sezony         |
| Sezon           | Konferencja     | Miejsce         | Dywizja         | Miejsce         | Mecze           | Z               | P               | R               | PK              | Pkt             | ZB              | SB              | Wyniki play-off         |
| --------------- | --------------- | --------------- | --------------- | --------------- | --------------- | --------------- | --------------- | --------------- | --------------- | --------------- | --------------- | --------------- | ----------------------- |
|                 |                 |                 |                 |                 |                 |                 |                 |                 |                 |                 |                 |                 |                         |
| 2019–20         | Zachodnia       | 8               | Pacyficzna      | 4               | 701             | 36              | 27              | –               | 7               | 79              | 210             | 215             | Porażka ze Stars 2-4    |
|                 |                 |                 |                 |                 |                 |                 |                 |                 |                 |                 |                 |                 |                         |
| 2018–19         | Zachodnia       | 1               | Pacyficzna      | 1               | 82              | 50              | 25              | –               | 7               | 107             | 289             | 227             | Porażka z Avalanche 1-4 |
|                 |                 |                 |                 |                 |                 |                 |                 |                 |                 |                 |                 |                 |                         |
| 2017–18         | Zachodnia       | 11              | Pacyficzna      | 5               | 82              | 37              | 35              | –               | 10              | 84              | 218             | 248             | Nie zakwalifikowała się |
|                 |                 |                 |                 |                 |                 |                 |                 |                 |                 |                 |                 |                 |                         |
| 2016–17         | Zachodnia       | 7               | Pacyficzna      | 4               | 82              | 45              | 33              | –               | 4               | 94              | 226             | 221             | Porażka z Ducks 0-4     |
|                 |                 |                 |                 |                 |                 |                 |                 |                 |                 |                 |                 |                 |                         |
| 2015–16         | Zachodnia       | 12              | Pacyficzna      | 5               | 82              | 35              | 40              | –               | 7               | 77              | 231             | 260             | Nie zakwalifikowała się |

| Sezony od 2010/2011 do 2014/2015 | Sezony od 2010/2011 do 2014/2015 | Sezony od 2010/2011 do 2014/2015 | Sezony od 2010/2011 do 2014/2015 | Sezony od 2010/2011 do 2014/2015 | Sezony od 2010/2011 do 2014/2015 | Sezony od 2010/2011 do 2014/2015 | Sezony od 2010/2011 do 2014/2015 | Sezony od 2010/2011 do 2014/2015 | Sezony od 2010/2011 do 2014/2015 | Sezony od 2010/2011 do 2014/2015 | Sezony od 2010/2011 do 2014/2015 | Sezony od 2010/2011 do 2014/2015 | Sezony od 2010/2011 do 2014/2015             |
| Sezon                            | Konferencja                      | Miejsce                          | Dywizja                          | Miejsce                          | Mecze                            | Z                                | P                                | R                                | PK                               | Pkt                              | ZB                               | SB                               | Wyniki play-off                              |
| -------------------------------- | -------------------------------- | -------------------------------- | -------------------------------- | -------------------------------- | -------------------------------- | -------------------------------- | -------------------------------- | -------------------------------- | -------------------------------- | -------------------------------- | -------------------------------- | -------------------------------- | -------------------------------------------- |
|                                  |                                  |                                  |                                  |                                  |                                  |                                  |                                  |                                  |                                  |                                  |                                  |                                  |                                              |
| 2014–15                          | Zachodnia                        | 8                                | Pacyficzna                       | 3                                | 82                               | 45                               | 30                               | –                                | 7                                | 97                               | 241                              | 216                              | Zwycięstwo z Canucks 4-2 Porażka z Ducks 1-4 |
|                                  |                                  |                                  |                                  |                                  |                                  |                                  |                                  |                                  |                                  |                                  |                                  |                                  |                                              |
| 2013–14                          | Zachodnia                        | 13                               | Pacyficzna                       | 6                                | 82                               | 35                               | 40                               | –                                | 7                                | 77                               | 209                              | 241                              | Nie zakwalifikowała się                      |
|                                  |                                  |                                  |                                  |                                  |                                  |                                  |                                  |                                  |                                  |                                  |                                  |                                  |                                              |
| 2012–13                          | Zachodnia                        | 13                               | Północno-Zachodnia               | 4                                | 48                               | 19                               | 25                               | –                                | 4                                | 42                               | 128                              | 160                              | Nie zakwalifikowała się                      |
|                                  |                                  |                                  |                                  |                                  |                                  |                                  |                                  |                                  |                                  |                                  |                                  |                                  |                                              |
| 2011–12                          | Zachodnia                        | 9                                | Północno-Zachodnia               | 2                                | 82                               | 37                               | 29                               | –                                | 16                               | 90                               | 202                              | 226                              | Nie zakwalifikowała się                      |
|                                  |                                  |                                  |                                  |                                  |                                  |                                  |                                  |                                  |                                  |                                  |                                  |                                  |                                              |
| 2010–11                          | Zachodnia                        | 10                               | Północno-Zachodnia               | 2                                | 82                               | 41                               | 29                               | –                                | 12                               | 94                               | 250                              | 237                              | Nie zakwalifikowała się                      |

Legenda:

Z = Zwycięstwa, P = Porażki, R = Remisy (do sezonu 2004/2005), PK = Przegrane po dogrywce lub karnych, Pkt = Punkty, ZB = Bramki zdobyte, SB = Bramki stracone
| Puchar Stanleya | Mistrz Konferencji | Mistrz Dywizji | Awans do play-off | Presidents’ Trophy |

- 1 Sezon zasadniczy ze względu na epidemię koronawirusa został przerwany a następnie zakończony. W meczach kwalifikacyjnych do playoff Flames pokonały Winnipeg Jets 3-1.

## Zawodnicy

### Kapitanowie drużyny
- Brad Marsh, 1980–1981
- Phil Russell, 1981–1983
- Doug Risebrough, 1983–1987
- Lanny McDonald, 1983–1989
- Jim Peplinski, 1984–1989
- Brad McCrimmon, 1989–1990
- Kapitanowie rotacyjni, 1990–1991
- Joe Nieuwendyk, 1991–1995
- Theoren Fleury, 1995–1997
- Todd Simpson, 1997–1999
- Steve Smith, 1999–2000
- Dave Lowry, 2000–2002
- Bob Boughner, 2002
- Craig Conroy, 2002–2003
- Jarome Iginla, 2003–2013
- Mark Giordano, 2013–

### Numery zastrzeżone
| Numer | Zawodnik       | Pozycja                              | Kariera                              | Data zastrzeżenia                    |
| ----- | -------------- | ------------------------------------ | ------------------------------------ | ------------------------------------ |
| 9     | Lanny McDonald | Prawoskrzydłowy                      | 1981–1989                            | 17 marca 1990                        |
| 12    | Jarome Iginla  | Prawoskrzydłowy                      | 1996-2013                            | 2 marca 2019                         |
| 30    | Mike Vernon    | Bramkarz                             | 1982-1994, 2000−2002                 | 7 lutego 2007                        |
|       |                |                                      |                                      |                                      |
| 99    | Wayne Gretzky  | Numer zastrzeżony dla całej ligi NHL | Numer zastrzeżony dla całej ligi NHL | Numer zastrzeżony dla całej ligi NHL |